# Кемский уезд
Ке́мский уе́зд — административная единица в составе Олонецкого наместничества, Архангельской губернии, Карельской ТК и АКССР, существовавшая в 1785—1927 годах. Центр — город Кемь.

## География

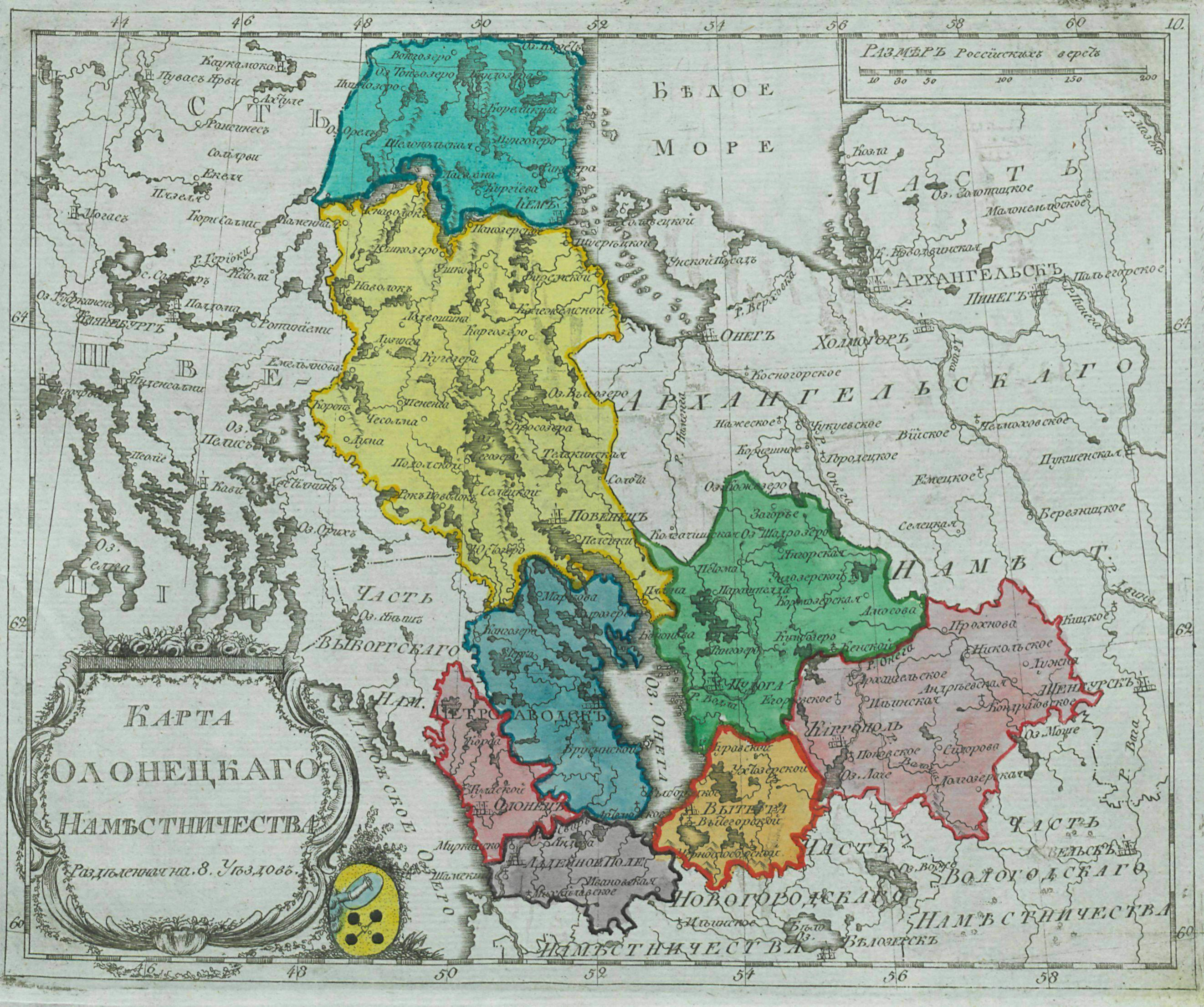
Кемский уезд (верхний синий), 1792 год

Кемский уезд занимал северо-западную часть Архангельской губернии, имея выход к Белому морю. Граничил с Финляндией (Улеаборгская губерния) и Олонецкой губернией (Повенецкий уезд). Северная граница уезда начиналась на восточном берегу Кандалакшского залива, недалеко от вершины его, огибала её и тянулась по направлению к западу. Таким образом, Кемскому уезду принадлежала небольшая часть Кандалакшского берега, весь Корельский берег и значительная часть Поморского берега, то есть весь западный берег Белого моря. Площадь уезда вместе с внутренними водами и морскими островами равнялось 45,5 тыс. км².

## История
16 мая 1785 года Указом Екатерины II образован Кемский уезд, Кемский городок переименован в город Кемь. Уезд был образован в составе Олонецкого наместничества. Ядро уезда составили Кемская и Шуерецкая волости.
В 1796 году (по другим данным в 1797 году) отошёл к Архангельской губернии, к нему была присоединена большая часть Повенецкого уезда.
Согласно указу императора от 9 (21) сентября 1801 года Кемский уезд был передан вновь учрежденной Олонецкой губернии, однако в октябре 1802 года был возвращён в состав Архангельской губернии.
В 1859—1883 годах к Кемскому уезду присоединялась территория Кольского уезда.
В 1920 году Кемский уезд был передан в состав Карельской трудовой коммуны, которая в 1923 году была преобразована в Автономную Карельскую ССР.
Согласно декрету ВЦИК от 30 апреля 1923 года к Кемскому уезду были присоединены Сумпосадская, Нюхотская, Лапинская, Надвоицкая и Колежемская волости Онежского уезда.
25 июля 1923 года из западной части Кемского уезда был образован Ухтинский уезд с центром в селе Ухта (Калевала).
В 1927 году Кемский уезд был упразднён, а на его территории образованы административные районы. В советский период границы уезда неоднократно менялись.

## Население
По данным переписи 1897 года в уезде проживало 35,4 тыс. чел. В том числе карелы — 54,4 %; русские — 45,0 %. В городе Кемь проживало 2447 чел..
На 1 декабря 1918 в 325 населенных пунктах уезда проживали 49 467 человек, в том числе в г. Кеми 2 884 человека.

## Административное деление
По пятой ревизии 1795 года в уезде были одна волость, три старощенья и три погоста. К государственным относились: Шуерецкая волость, старощенья Вокнаволоцкое и частично Летнерецкое, погосты Панозерский, Шуезерский и Тунгудская половина Шуезерского погоста (2 717 душ мужского пола); к экономическим — старощенья Подужемское и большая часть Летнерецкого (1211 душ мужского пола).
С присоединением уезда в 1796 году к Архангельской губернии к нему отошли экономические волости бывшего Повенецкого уезда Олонецкого наместничества: Колежемская, Надвоицкая, Нюхотская,
Сорокская, Шижемская и Сумский острог (2 697 душ мужского пола).
Позднее 1803 года Тунгудская половина Шуезерского погоста преобразована в Тунгудскую волость; из Летнерецкой волости выделены Елетьозерская треть и Летнерецкое старощенье.
В 1838 году Елетьозерская треть вновь вошла в состав Летнерецкой волости; погосты и старощенья преобразованы в волости. В уезде стало одиннадцать волостей: Вокнаволоцкая, Колежемская, Летнерецкая, Надвоицкая, Нюхотская, Панозерская, Подужемская, Сорокская, Тунгудская, Шижемская и Шуерецкая.
В 1841 году образованы пять волостей: Вокнаволоцкая, Колежемская (объединила волости Колежемскую, Надеоицкую и Нюхотскую), Пильдозерская (переименована из Летнерецкой), Погосская (объединила волости Панозерскую и Подужемскую) и Сорокская (объединила волости Сорокскую, Тунгудскую, Шижемскую и Шуерецкую). Волости распределены по двум станам; становые квартиры приставов находились в Сумском посаде и д. Юшкозере.
С упразднением в 1859 году Кольского уезда его волости Ковдская и Кузоменская вошли в состав Кемского уезда, образовав 3 и 4 станы. Одновременно из Ковдской волости выделены три сельских общества, составивших 5 стан: Воронежское (лопарские погосты Воронежский, Килвдинский, Ловозерский и Семиостровский), Eкостровское (лопарские погосты Екостровский, Масельский, Нотозерский и Сонгельский) и Печеньгское (лопарские погосты Пазрецкий, Печеныский и Нотовский).
В 1861 году образованы четыре волости и двадцать одно отдельное сельское общество на правах волостей: 1 стан — волости Сорокская и Тунгудская, отд. с.о. Колежемское, Лапинское и Нюхотское (46 сел и деревень, 5 049 человек, становая квартира пристава в Сумском посаде); 2 стан — волости Вокнаволоцкая и Кестеньгская, отд. с. о. Вычетайбольское, Костомужское, Маслозерское, Погосское, Поньгамское, Тихтозерское, Ухтинское и Юшкозврское (113 сел и деревень, 5 973 человека, становая квартира пристава в д. Подужемье); 3 стан — отд. с.о. Кандалакшское, Керетское и Кундозерское (57 сел и деревень, 1 386 человек, становая квартира пристава в с. Кереть); 4 стан — отд. с. о. Кузоменское, Понойское, Тетри некое И Умбское (18 сел и деревень, 1 747 человек, становая квартира пристава в с. Кузомени); 5 стан — отд. с.о. Воронежское, Екостровское И Печеньгское (17 колоний, 809 человек, становая квартира пристава в Коле).
В 1866 году отдельные сельские общества преобразованы в волости; Кандалакшская волость переименована в Ковдскую и переведена во 2 стан. В 1868 из Сорокской 1 стана выделены Шуезерская и Шуерецкая волости, Костомужская переименована в Кондокскую 2 стана, Кундозерская — в Олангскую 3 стана; Вычетайбольская и Кестеньгская переведены в 3 стан; Воронежская, Екостровская и Печеньгская объединены в Кольско-Лопарскую 5 стана. В 1871 Шуезерская переименована в Летнеконецкую 1 стана; образована новая Мурманско-Колонистская волость 5 стана, вместе с Кольско-Лопарской объединившие все колонии Мурманского берега, русские поселения и лопарские погосты в западной части Кольского п-ва, на п-ве Рыбачий и Мотовском перешейке.
С образованиём в 1883 году Кольского уезда от Кемского отошли волости 4 и 5 станов: Кузоменская, Кольско-Лопарская, Мурманско-Колонистская, Понойская, Тетринская и Умбская, при этом часть территории быв. Кольского уезда (с. Кандалакша, Кереть и Ковда с округами) остались в составе Кемского.
В 1886 из Ковдской выделена Кандалакшская, в 1889 из Маслозерской — Подужемская волость (все 2 стана).
В 1903 уезд состоял из трех станов, двадцати двух волостей, пятидесяти семи сельских обществ и одного посада:
- 1 стан — волости Колежемская (с.о. Колежемское), Лапинская (с.о. Надвоицкое, Сумостровское), Летнеконецкая (с.о. Летнеконецкое, Ноттоварацкое), Нюхотская (с.о. Нюхотское, Оттомозерское), Сорокская (с.о. Сорокское, Сухо-Наволоцкое, Шижемское), Тунгудская (с.о. Тунгудское), Шуврецкая (с.о. Шуерецкое) и Сумский посад,
- 2 стан — волости Вокнаволоцкая (с.о. войницкое, Вокнаволоцкое, Каменноозерское, Кенасозерсков, Ладвозерское, Мелкогубсхое, Сундозерское), Кондокская (с.о. Вакисаломское, Кентозерское, Костомужское, Нильмогубское), Маслозерская (с.о. Афонинское, Маслозерское, Пебозерское), ПОГОССКВЯ (с.о. Кургневское, Погосское), Подужемская (с.о. Подужемское), Тихтозерская (с.о. Кушевандское, Охтинское, Тихтозерское, Шайвозерское), Ухтинская (с.о. Лусалмское, Регозерское, Ухтинское, Ювалакшское) И Юшкозерская (с.о. Брин-Наволоцкое, Юшкозерское);
- 3 стан — волости Вычетайбольская (с.о. Вычетайбольское), Кандалакшская (с.о. Кандалакшское), Кврвгская (с.о. Керетское, Чернорецкое), Квствньгская (с.о. Кестеныское, Лаговарацкое, Сеннозерское), Ковдская (с.о, Княжегубское, Ковдское), Олэнгская (с.о. Кундозерское, Олангское, Соколозерское, Сафьяновское) И Поньгмская (с.о. Гридинское, Калгапакшское, Летнерецкое, Поньгамское, Рогозерское).

В 1905 году в состав Кемского уезда входили: город, посад, монастырь и 22 волости:
| № п/п | Волость (посад)      | Центр                | Население, чел. |
| ----- | -------------------- | -------------------- | --------------- |
| 1     | Кемь                 | г. Кемь              | 2 718           |
| 2     | Сумский Посад        | Сумский Посад        | 1 406           |
| 3     | Соловецкий монастырь | Соловецкий монастырь | 1 080           |
| 4     | Вокнаволоцкая        | с. Вокнаволоцкое     | 3 359           |
| 5     | Вычетайбольская      | с. Пильдозеро        | 914             |
| 6     | Кандалакшская        | с. Кандалакша        | 549             |
| 7     | Керетская            | с. Кереть            | 1 065           |
| 8     | Кестенгская          | с. Кестеньга         | 3 415           |
| 9     | Ковдская             | с. Ковда             | 651             |
| 10    | Колежемская          | с. Колежма           | 977             |
| 11    | Кондокская           | с. Кондока           | 1 783           |
| 12    | Лапинская            | с. Лапино            | 1 450           |
| 13    | Летнеконецкая        | д. Летнеконецкая     | 1 768           |
| 14    | Маслозерская         | с. Маслозеро         | 1 093           |
| 15    | Нюхотская            | с. Нюхча             | 2 083           |
| 16    | Олангская            | с. Оланга            | 1 715           |
| 17    | Погосская            | с. Мандерское        | 1 031           |
| 18    | Подужемская          | с. Подужемье         | 593             |
| 19    | Поньгамская          | с. Поньгама          | 1 754           |
| 20    | Сороцкая             | с. Сорока            | 3 150           |
| 21    | Тихтозерская         | с. Тихтозеро         | 1 249           |
| 22    | Тунгудская           | с. Тунгуда           | 2 260           |
| 23    | Ухтинская            | с. Ухта (Калевала)   | 2 958           |
| 24    | Шуерецкая            | с. Шуя               | 1 023           |
| 23    | Юшкозерская          | с. Юшкозеро          | 1 712           |

В 1914 в уезде были 3 стана, 22 волости, 59 сельских обществ, Сумский посад и 162 села и деревни, в уезде проживали 48 770 человек (с уездным городом), в том числе карел — 27 015.
В 1917 году уезд состоял из Сумского посада и двадцати двух волостей: Вокнаволоцкая, Вычетайбольская, Кандалакшская, Керетская, Кестеньгская, Ковдская, Колежемская, Кондокская, Лапинская, Летнеконецкая, Маслозерская, Нюхотская, Олангская, Погостская, Подужемская, Поньгамская, Сорокская, Тихтозерская, Тунгудская, Ухтинская, Шуерецкая и Юшкозерская.
Центр уезда — г. Кемь.
В 1918 из Лапинской волости выделилась Надвоицкая, из Вычетайбольской и Олангской — соответственно Полуборская и Ругозерская волости.
В 1920 году уезд составляли г. Кемь и двадцать одна волость: Вокнаволоцкая, Вычетайбольская, Кандалакшская, Керетская, Кестеньгская, Ковдская, Кондокская, Летнеконецкая, Маслозерская, Олангская, Погостская, Подужемская, Полуборская, Поньгамская, Ругозерская, Сорокская, Тихтозерская, Тунгудская, Ухтинская, Шуерецкая и Юшкозерская.
Оставшиеся четыре волости Колежемская, Лапинская, Надвоицкая, Нюхотская и Сумский посад (или СумскоПосадская волость) вошли в состав Онежского уезда Архангельской губернии.
Декретом ВЦИК от 30 апреля 1923 года эти волости также были переданы в состав Кемского уезда Карельской Трудовой Коммуны.

## Населённые пункты
Крупнейшие населённые пункты по переписи населения 1897 года, жит.:
- г. Кемь — 2447;
- с. Нюхотское — 1632;
- с. Сороцкое — 1322;
- посад Сумский — 1314;
- с. Шуерецкое — 1076;
- с. Колежма — 896;
- с. Кереть — 712;
- с. Шиженское — 692;
- с. Юшкозеро — 535;
- с. Ковда — 517;
- Ковдинский лесопильный завод — 503.